# Jeroni Hermosilla
Jerónimo Hermosilla y Aransay (30 de setembre de 1800, Santo Domingo de la Calzada, Espanya - 1 de novembre de 1861, Vietnam) fou un bisbe i màrtir dominic. És venerat com a sant per l'Església Catòlica.

## Vida
Fou el petit dels nou fills d'Agustín Julián Hermosilla i Catalina Aransay, una família humil. El seu pare va morir quan ell tenia 10 anys, i la seva mare va treballar de mestressa de claus d'un sacerdot, de qui ell també va ser ajudant. Viviría en la localidad de Cordovín entre 1809 y 1814.
Quan tenia 15 anys va viure a l'arquebisbat de València, on va servir el seu germà Millán, entrant al Seminari Diocesà de València, on es va interessar molt pels dominics, i va demanar el 1819 entrar al Convent de Sant Domènec de València.
El 1820 es va veure obligat a interrompre els seus estudis eclesiàstics per allistar-se a les tropes del monarca Ferran VII. El 1823 reprengué el noviciat amb els dominics.
El 1824 es va traslladar amb altres companys a Manila, capital de les Filipines. Allà va fer els estudis de teologia i va rebre el sagrament de prevere el 1828.
El 1829 va ser enviat a Tonkín, al nord de l'actual Vietnam, com a missioner, on va aprendre la llengua local i va realitzar una tasca docent amb els catequistes locals i una gran col·laboració amb les religioses dominiques. Allà, el 15 de maig d'aquell any, va viure la persecució i l'assassinat que l'emperador Minh Manh duia a terme contra els cristians. El 1841 fou nomenat bisbe de Tonkín, després de l'assassinat d'Ignasi Delgado. Jeroni va romandre al país treballant a la seva tasca evangelitzadora en llocs aparentment segurs. Des del 1858 s'amagava en coves perquè no el capturessin, des d'on va escriure les seves Cartes de captivitat dirigides als catòlics conversos, fins que va ser capturat juntament amb Valentí Berriotxoa i Pere Almató per les autoritats vietnamites després de la traïció d'un soldat apòstata, per la persecució que l'emperador Tu Duc havia decretat contra els cristians. Fou torturat en una gàbia i decapitat amb els seus companys a Hai-Duong el 1861.